# جواد جعفری (روحانی)
جواد جعفری (زاده ۱۳۵۰، زنجان) رئیس سابق حوزه علمیه استان زنجان است که با کسب ۱۹۳۷۲۲ رای بعنوان نماینده استان زنجان در ششمین دوره مجلس خبرگان رهبری انتخاب شد.